# 哥吉拉 (1954年)
《哥吉拉》（日語：ゴジラ）是1954年11月3日首映的日本電影，由本多豬四郎執導，圓谷英二負責特效，東寶株式會社發行，是哥吉拉系列電影的第一部電影。主演陣容則包括寶田明、河内桃子、平田昭彥、志村喬，中島春雄及手塚勝巳則飾演哥斯拉。在電影中，日本政府當局應對突然出現的巨型怪獸，其襲擊東京的災害從而引發了對戰後日本核浩劫的恐懼。當時的併映作品為古裝喜劇電影《復仇怪劍法》，台灣則於1955年12月7日首映，上映當時譯名為《原子恐龍》。1956年，將本片經過大量重新剪輯，名為《哥斯拉，怪獸之王！》的「美國化」版本則在美國上映。
《哥吉拉》電影的誕生，原本是在日本和印尼合拍電影失敗後轉而開始製作的。在電影製作人決定採用以恐龍啟發的生物之前，圓谷英二最初則提議製作一隻巨型章魚為電影中的主角。而哥吉拉開創了一種稱為生物套裝的特殊效果服裝 ，穿著套裝的特攝表演者則將與微型佈景互動。電影的主體攝影最後則為51天，特效部分拍攝了71天。
在最初的上映期間，《哥吉拉》獲得日本觀影人數達到961萬人，約1.83億日圓的票房成績。這部電影最初在日本評價褒貶不一，但後來重新獲得廣泛的正面評價，如今已被譽為日本怪獸電影、特攝電影、災難電影的傑作，隨著《哥吉拉》的成功，續集《哥吉拉的逆襲》則於1955年4月24日上映，此後東寶開始製作系列電影，被健力士世界紀錄認證為最長的連續電影系列。

## 概要
潛藏海底的太古怪獸「哥吉拉」由於氫彈試爆而覺醒，襲擊日本首都東京。「哥吉拉電影」的首作。片中主要襲撃地點為大户島、東京品川。
第二次登陸東京後的行進路線為「芝浦岸壁→札の辻→田町站前→新橋→銀座尾張町→銀座4丁目（松坂屋）→数寄屋橋→國會議事堂→平河町→上野→淺草→隅田川→勝鬨橋→東京灣」（但上野至浅草到達隅田川的場景片中並未拍出，而是以電視轉播記者的台詞來處理）。

## 故事大綱

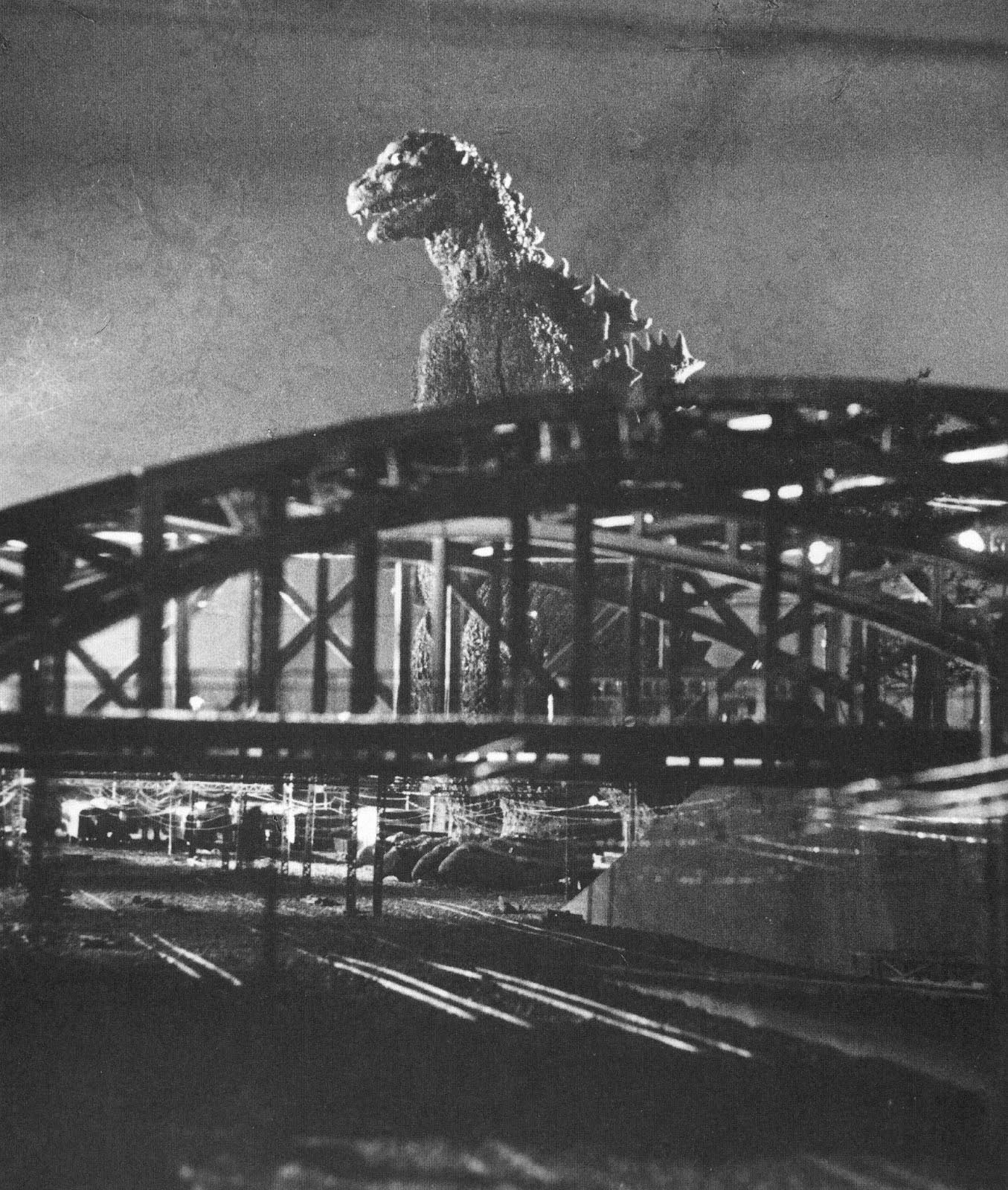
《哥吉拉》電影劇照

貨輪「榮光丸」因不明原因發生了沉没事故。甚至連前往救助的漁船「備後丸」與大戶島（通常讀音作，但在本片中則是發音為）的漁船都陸續遇難沉沒。根據生還船員的證詞，船隻是遭到了怪物的襲擊。聽到此事的島上老人道出此事乃大戶島上傳說中的怪物「吳爾羅」（ゴジラ，後將之依讀音命名為「哥吉拉」）所為。
就在一個暴風雨之夜，一頭巨大生物登陸了大戶島，破壞了島上的房屋造成死傷。因此生物學家山根恭平博士組成了調査團前往調查。而他的女兒惠美子，與她的男友-任職於南海打撈所的尾形秀人也一同前往大戶島，他們也目擊到了這頭巨大生物。博士認為這隻巨大生物「可能是潛藏在海底洞窟中的太古生物，因為氫彈的試爆而出現」，並在國會中提出報告。博士根據大戶島上的傳說決定將此生物命名為「哥吉拉」。而政府也開始在大戶島西海岸的海上以巡防艦進行水雷攻撃打算消滅哥吉拉。從新聞報導得知此事的山根博士，在基於生物學家的立場上對於政府決定消滅哥吉拉的方針深感痛心。另一方面，惠美子前往造訪科學家芹澤大助博士（也是她的前未婚夫），在他的研究所中發現芹澤正在進行一項極機密的實驗，因此芹澤要求她絕對要守口如瓶。
當晚，哥吉拉於東京登陸，破壞了城市與列車後入海而去。防衛隊決定在東京灣沿岸建立五萬伏特電流的高壓送電線式鐵條網來阻止哥吉拉登陸，但哥吉拉卻突破高壓電與防衛隊的攻撃再度登陸東京。牠將上有記者實況播報災情的電波天線塔打斷，摧毀了國會議事堂與銀座和光百貨等知名地標，並從口中噴出白熱光將東京化為一片火海。
惠美子為災民進行救護，但在看到災民的慘狀後再也無法忍受，選擇對尾形說出了芹澤的秘密：她在芹澤的研究所中所見到的實驗是一種在瞬間能夠將水中的氧氣破壞使得所有生物滅絕的「氧氣破壞裝置」（オキシジェン・デストロイヤー）。於是尾形帶著惠美子前去拜訪芹澤，請求他動用氧氣破壞裝置，但芹澤卻以「氧氣破壞裝置會成為可怕的武器，將它公諸於世，恐怕會遭到有心人士惡意使用」的理由而堅拒。但在聽到廣播中哥吉拉所造成的慘狀與女學生的哀悼合唱後，芹澤暗自下定了某種決心，於是答應了尾形的要求，但是氧氣破壞裝置只能使用一次。
與尾形一同潛水進入東京灣的芹澤，將氧氣破壞裝置啟動，終於使哥吉拉化為白骨葬身海底，但芹澤卻擔憂氧氣破壞裝置會遭到惡意使用，便自行切斷安全繩選擇與氧氣破壞裝置一起同歸於盡。在人們沉浸在終於打倒哥吉拉的喜悅與哀悼芹澤犧牲的悲痛兩相交織之中，山根博士卻獨自低語著：
|  | 我不認為那隻哥吉拉會是最後一隻。如果再繼續進行氫彈試爆，那隻哥吉拉的同類也許還會在世界某處出現……。 |

## 主要角色
尾形秀人（おがた ひでと）
本作主角，南海汽船子會社「南海打捞KK株式會社」的年輕董事。年齡27歲 。
在「榮光丸」和「備後丸」失蹤後，他和南海汽船社長一起前往日本海上保安廳蒐集情報，還以潛水工作專家的身份參加了前往大戶島的調查組，並遇到在八幡山的另一邊現身的哥吉拉。尾形與山根博士的獨生女惠美子相戀，但一直無法向山根博士公開表明。在故事後期，他與山根博士因消滅和保護哥吉拉的立場而發生衝突。與芹澤是自中學開始就認識的老朋友。
- 最初的年齡設定為30歲，初稿的年齡設定32歲。

山根惠美子（やまね えみこ）
本作女主角。山根博士的獨生女，尾形秀人的女友。22歲。
擔任山根博士的助手參加大戶島的調查，並和尾形遇到從八幡山對面出現的哥吉拉。她如同哥哥一樣崇拜芹澤，因此各地也曾傳出她和芹澤訂婚的消息。另外，她與尾形的關係也尚未對外公開。應記者萩原的要求訪問芹澤家時，芹澤曾讓她觀看一項秘密實驗，之後他與芹澤分享了這個秘密。
飾演惠美子的河內桃子曾回憶說，他和飾演尾形的寶田明是同期訓練學校所認識的同學，在這部作品中，他們之間的關係與其說是情侶，更像是兄妹般的關係。在培訓學校時，河內實際上有點害怕前輩演員平田昭彥，在劇中曾被平田抓住肩膀的場景也讓她感到一陣寒意。但在日後的相關採訪中河內則表示，以自己當時的敏銳度，其實還無法理解平田的魅力。
芹澤大助（せりざわ だいすけ）
藥劑師。芹澤科學研究所所長。原北京大学教授。山根博士的學生。27歲。
在戰爭期間失去了右眼，因此他的右側戴上了眼罩。各地傳聞他就是惠美子的未婚夫，儘管芹澤也暗暗對惠美子有好感。然而由於在戰爭中受傷的自卑感，他最後解除與惠美子的婚約，全心投入研究。在自家地下室的實驗室進行研究時，他偶然發現一種能瞬間破壞液體中氧氣的效果，並將其命名為「氧氣破壞裝置」。雖然因為害怕被世界政客誤用為殺人凶器，所以沒有公開，但只對暗戀對象惠美子吐露這個秘密。
最初的年齡設定為40歲，初稿的年齡設定為32歲。飾演該角色的平田昭彥認為用傷感來表現戰爭的創傷會很無聊，所以他有意識地巧妙地沿用設定。此外，他還對原著和劇本的評價表示讚賞，稱芹澤的台詞不具描述性。另一方面，他努力不讓劇中的芹澤顯得陰沉，但在日後回想時，平田表示還是覺得芹澤這個角色很陰沉。
芹澤的眼罩下面實際塗了特殊的疤痕妝，導演本多假設芹澤過去曾是上流社會的人物，而實驗室的也特意描繪他居住於相當富有的豪宅。
山根恭平（やまね きょうへい）
古生物學家。原北京大學教授。惠美子的父親，和惠美子一起住在品川附近的一所房子裡。55歲。
接到大戶島事件的報告後，他立即在國會宣揚成立調查小組的必要性，並親自擔任首領前往大戶島調查，在那裡遇到哥吉拉後，與堅持消滅哥吉拉的尾形發生衝突。
山田新吉（やまだ しんきち）
來自大戶島的漁民。年齡17歲 。在哥斯拉襲擊的那天晚上，他聽到大地的隆隆聲後跑出房子，緊接著，他所居住的房子也被哥吉拉壓碎，也因此失去母親與哥哥。在成為孤兒後被尾形照顧，也常和尾形拜訪山根家。並在在議會聽證會上，以哥吉拉的目擊者身分提出證詞。
- 在香川滋的小說版《怪獸哥吉拉》中，他被哥吉拉所噴射的白熱光燒死。
- 在小說《哥吉拉 東京篇》中以主角身分出現，姓名則設定為森田新吉。在高中畢業後在打撈公司工作的設定為背景，在使用氧氣破壞裝置時，他以助手立場陪伴芹澤。

## 演員

### 主要演員
- 尾形秀人：寶田明
- 山根惠美子：河内桃子
- 芹澤大助：平田昭彦
- 山根恭平博士：志村喬
- 萩原（記者）：堺左千夫（日语：堺左千夫）
- 田邊博士：村上冬樹（日语：村上冬樹）
- 南海汽船社長：小川虎之助（日语：小川虎之助）
- 山田政治：山本廉（日语：山本廉）
- 國會公聴會委員長：林幹
- 大山代議士：恩田清二郎（日语：恩田清二郎）
- 對策本部長：笈川武夫（日语：笈川武夫）
- 稲田（大戸島村長）：榊田敬二（日语：榊田敬二）
- 山田新吉：鈴木豊明（日语：鈴木豊明）
- 老漁夫：高堂國典（日语：髙堂國典）
- 小澤婦人代議士：菅井琴
- 大戶島的母親：川合玉江（日语：川合玉江）
- 舞伴女（國電/遊覽船的女子）：東靜子（日语：東静子）
- 山田玖仁（新吉與政治的母親）：馬野都留子（日语：馬野都留子）
- 田邊博士的助手：岡部正（日语：岡部正）
- 舞伴男（國電/遊覽船的男子）：鴨田清（日语：鴨田清）
- 海上保安廳 軍官 ：今泉廉（日语：今泉廉）
- 電波塔的播音員：橘正晃（日语：橘正晃）
- GHK實況播音員ー：帯一郎（日语：帯一郎）
- 大戶島島民：堤康久（日语：堤康久）
- 大戶島島民：鈴川二郎（日语：鈴川二郎）
- Shikine GHK實況解說員：池谷三郎（日语：池谷三郎）
- 哥吉拉、毎朝新聞編輯：手塚勝巳
- 哥吉拉、毎朝新聞記者、変電所技師：中島春雄

### 其他演員
- 吹口琴的榮光丸船員：越後憲三（日语：越後憲三）
- 榮光丸船員：河邊昌義
- 栄光丸船員、新聞記者：篠原正記（日语：篠原正記）（2役）
- 無電通信士（榮光丸）：藤木悠（日语：藤木悠）
- 海上保安廳官長：牧壮吉
- 海上保安廳軍官：門脇三郎（日语：門脇三郎）、吉頂寺晃（日语：吉頂寺晃）、松本光男、由起卓也
- 海上保安廳軍官、仰望哥吉拉的男子：砂川繁視（日语：砂川繁視）（2役）
- 海上保安廳軍官、新聞記者：坪野鎌之（日语：坪野鎌之）（2役）
- 海上保安廳軍官、警官隊隊長：津田光男（日语：津田光男）（2役）
- 海上保安廳軍官、醫生：大塚秀男（2役）
- 海上保安部所員：桂伸夫
- 南海汽船幹部：光秋次郎
- 女（遭難船員的家族）：大城政子、小野松枝、上遠野澄代
- 女（遭難船員的家族）、女性代議士：小沢経子（2役）
- 男（遭難船員的家族）：大西康雅（日语：大西康雅）、松下正秀
- 男（遭難船員的家族）、仰望哥吉拉的男子：大川時生（2役）
- 新聞記者：渋谷英男（日语：渋谷英男）、向井淳一郎（日语：向井淳一郎）
- 新聞記者、対策本部員：桜井巨郎（2役）
- 新聞記者、遊覧船上的男子：石原忠（日语：石原忠）（2役）
- 獲救船員：吉田静司
- 大戶島島民：安芸津広（日语：安芸津広）、天見竜太郎、草間璋夫（日语：草間璋夫）
- 大戶島的女子：寺沢弘子（日语：寺沢弘子）
- 大戶島的女童：高原とり子、一万慈多鶴恵
- 送走式的男人：天野五郎
- 代議士：勝本圭一郎（日语：勝本圭一郎）、瀬良明（日语：瀬良明）、広瀬正一（日语：広瀬正一）
- 防衛次官：熊谷二良（日语：熊谷二良）
- 對策本部員：佐田豊（日语：佐田豊）、日方一夫（日语：日方一夫）
- 電車運轉員：須田準之助（日语：須田準之助）
- 變電所技師：夏木順平（日语：夏木順平）
- 對策本部員（通信員）：緒方燐作（日语：緒方燐作）
- 給通訊員（對策總部成員）發資訊的人：宇野晃司（日语：宇野晃司）
- 報紙記者、逃離哥斯拉的男人：鈴木孝次（日语：鈴木孝次）（2役）
- 逃離哥斯拉的男人、負責探照燈的人：加藤茂雄（日语：加藤茂雄）（2役）
- 松坂屋前的母親：三田照子
- GHK工作人員：島壮児
- 隅田川的避難民眾：今井和夫（日语：今井和夫）
- 看護婦：江幡秀子
- 電視上的看護婦：記平佳枝（日语：記平佳枝）、持田和代（日语：持田和代）、北野八代子（日语：北野八代子）
- 被災者：江島和子（日语：江島和子）
- 巡視船乘組員：中西英介（日语：中西英介）、井上武男（海上保安廳）
- 報紙記者：坂本晴哉（日语：坂本晴哉）
- 報紙記者助手：宇留木康二（日语：宇留木康二）、川又吉一（日语：川又吉一）
- 警戒警報廣播員：岡豊（日语：岡豊）
- 為和平祈禱的學生們：桐朋女子高等学校（日语：桐朋女子高等学校）的學生

## 主題及寓意
在電影中，哥斯拉從日本的角度象徵著核浩劫，此後在流行文化上被認為是核武器的強烈隱喻。製片人田中友幸表示：「這部電影的主題，從一開始就是描繪著核武器的恐怖。當人類製造了核武器後，現在大自然要報復人類。」 導演本多豬四郎拍攝了哥斯拉在東京的災害，以反映廣島與長崎原子彈爆炸，說：「如果哥吉拉只是單純的恐龍或其他動物，那麼他會被一顆砲彈輕鬆殺死。但如果他和原子彈一樣的話，我們該怎麼辦呢。所以，我使用了原子彈的特徵並將它們應用於哥斯拉身上。
1954年3月1日，就在影片拍攝前幾個月，日本漁船第五福龍丸（受到美國「城堡行動」在比基尼環礁進行的水下氢弹試爆之辐射影響，船上的漁獲物受到污染，在日本引發了對吃魚安全的恐慌，同時第五福龍丸的船員在接下來的數小时内一直暴露在（「死灰」）的照射中，使得一名船員最終死於輻射病。這一事件導致了一場大規模而持久的反核運動，到1955年8月，該運動在反核請願書上收集了 3000 萬個簽名，並最終成立禁止原子弹氢弹世界大会。電影開頭，哥吉拉摧毀貨輪「榮光丸」的場景就是對這些事件的直接參考，並對日本觀眾產生了強烈的影響。
學者安妮·艾莉森、湯瑪斯·施內巴哈（Thomas Schnellbächer）和史提夫·萊弗（Steve Ryfle）曾表示：「《哥吉拉》的故事包含政治和文化底蘊，這可以歸因於日本人在二戰中的經歷，並且日本觀眾能夠在情感上與怪獸聯繫起來。他們推測這些觀眾將哥吉拉視為受害者，並認為該生物的背景故事讓他們想起了他們在二戰中的經歷。」這些學者聲稱，由於喚醒哥吉拉的原子彈試驗是由美國進行的，這部電影在某種程度上可以看出日本在二戰結束後所經歷的問題和掙扎試圖歸咎於美國。作為一種文化應對的方法。
Motherboard的布萊恩·莫襄特（Brian Merchant）稱這部電影是：「對核能的淒涼、強大的隱喻，至今仍經久不衰」，在其主題上，他稱：「這是一部關於人類應對為難以理解，為悲劇承擔責任的堅定不移、看似強大的電影。具體來說，是從最大受害者的角度來看待『核悲劇』，可以說是了解我們對戰後核災難態度的最佳例子。 」。《紐約時報》的泰倫斯·拉佛提（Terrence Rafferty）則表示：「哥吉拉是一個明顯巨大、隱晦、冷酷的原子彈隱喻」，並認為這部電影「異常莊嚴，充滿認真的討論」。
紐約雜誌網站的馬克·雅各森（Mark Jacobson）表示：「《哥吉拉》超越了人文主義的空談。很少能有這種主題，能夠如此完美地體現特定時代壓倒一切的恐懼。畢竟哥吉拉就是一個錯誤世界的象徵，她代表著人類曾創造過的悲劇，盡無法被收回，也無法被剔除。並以一個沒有特定信仰體系的生物之身從海中升起，它除了具有進化和分類學最靈活的姿態，其近似爬蟲類的身份，也讓人類生活在無法解釋的無意識的最深處，一個無情的承辦者。」。
《每日電訊報》（倫敦）的提姆·馬丁（Tim Martin）表示：「《哥吉拉》本劇與後續推出的其他續作比相去甚遠，是一部具有清醒寓言的電影，其雄心壯志的訊息與其正常預算的三倍一樣大，電影中可怕畫面，如同燃燒的城市、人滿為患的醫院、被輻射的兒童等，旨在震驚和恐懼著那些曾經歷廣島和長崎的記憶還不到十年的成年觀眾。《哥吉拉》的劇本故意提出了關於平衡的煽動性問題：即是戰後日本的重建力量和核能的發展。」馬丁還評論了「《哥吉拉》的主題在海外版中被省略的問題，他表示：「事實證明，「《哥吉拉》劇中對核能的主題關注不被美國的發行商所接受，他們在購買了這部電影的發行權後，開始為了考慮西方市場的客群進行廣泛的重新拍攝和剪輯。」

## 製作人員

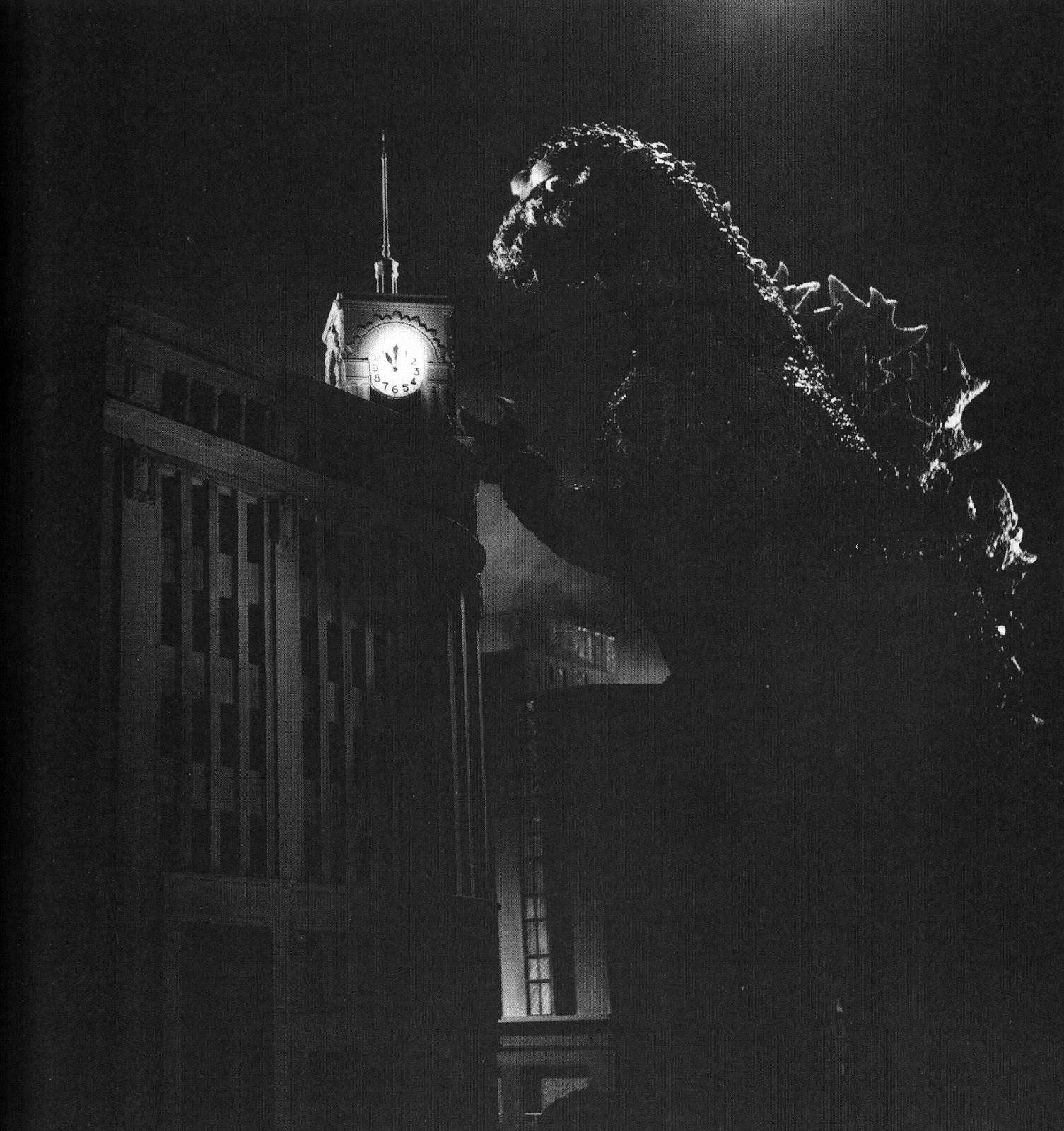
《哥吉拉》劇照，顯示哥吉拉破壞銀座和光的畫面。

### 本篇
- 製作：小林一三
- 原作：香山滋
- 編劇：村田武雄、本多猪四郎
- 音樂：伊福部昭
- 攝影：玉井正夫
- 美術指導：北猛夫
- 美術：中古智
- 錄音：下永尚
- 燈光：石井長四郎
- 剪接：平泰陳
- 總助理導演：梶田興治
- 製作負責人：真木照夫
- 音響效果：三繩一郎
- 劇照：田中一清
- 贊助：海上保安庁
- 沖片：東京現像所
- 製片：田中友幸
- 監製：森岩雄
- 導演：本多猪四郎

### 特殊技術
- 特效指導：圓谷英二
- 攝影：有川貞昌
- 美術：渡邊明
- 燈光：岸田九一郎
- 火藥：山本久蔵
- 造形組長：利光貞三
- 操演：中代文雄
- 總助理導演：淺井正勝
- 攝影助手：圓谷一、富岡素敬、真野田陽一
- 燈光助手：秋池深仁、畑日出夫
- 美術助手：成田亨、井上泰幸、入江義夫、小田切幸雄、照井榮
- 造形助手：八木康榮、八木勘壽、開米榮三、鈴木儀雄
- 操演助手：小川昭二
- 大道具：牧野金太郎、田中義一
- 組付：島袋光和、高山一
- 背景：鈴木福太郎
- 機械設計：阿部和助
- 製作係：坂本泰明

### 特殊視覺效果
- 合成：向山宏
- 光學攝影：幸隆生、飯塚定雄

### 製作
《哥吉拉》的誕生源自於1953年8月，東寶製作人田中友幸此時正與印尼國家電影公司簽訂臨時合同，準備拍攝一部與印尼合作的跨國電影《光榮之影》（栄光のかげに），故事是由池部良飾演一名駐紮在美國的前日本士兵。背景則是荷屬東印度日佔時期期間的東印度群島，山口淑子（李香蘭）將飾演男主角的情人。這部電影將與佩爾菲尼共同製作，並在雅加達以彩色攝影
形式拍攝，旨在為日本電影在東南亞地區打開市場。然而在1954年3月25日，因應日本政府與印尼政府關係惡化，兩家公司突然被迫放棄合拍電影的製作，印尼政府未准許簽證，使得該部合拍電影陷入夭折。
田中飛往雅加達與印尼政府重新談判，但沒有成功，後田中被迫匆忙進行替代計畫的同時，日本國內正因比基尼環礁的核試驗，導致載有沾染放射落塵的漁獲和船員返抵日本的第五福龍丸事件，引發激烈的民間反核運動，受此時事及冷戰核競賽等歷史事件的切合啟發，田中則開始策劃一部以「怪獸」為主題的電影原案，並構思出「一隻沉睡在比基尼環礁底部的怪獸，因為氫彈試爆而甦醒，並藉此獲得了特殊生命力而襲擊日本」。此時期，該部電影的暫定標題為《來自海底兩萬浬的大怪獸》其靈感來自1953年上映的美國電影《原子怪獸》。負責《哥吉拉》該片的導演本多豬四郎與特效總監哥斯拉（創造者）圓谷英二等人在訪問中，曾表示拍攝《哥斯拉》的動機，是想做出不遜於同期美國特效電影的作品，但他們為日本怪獸電影訂下的基調，與哥斯拉經典形象地位並不會因此而動搖。
當田中向東寶總公司的計劃會議提交這個項目時，引起了監製森岩雄的注意。森在戰前就屬東寶的工作人員，也是邀請圓谷加入東寶的人。然而，1952年，當森被解除公職後，回到總公司並巡迴好萊塢時，再次肯定了特效電影的重要性。戰後解散的「特殊技術課」也在東寶內部進行了重組，森再次邀請圓谷加強這個部門。就這樣，在東寶高層反對「欺騙孩子」的同時，森也表達了對這個計畫的支持，
1954年4月中旬，圓谷英二同意製作這部電影的特殊效果，東寶並確認這部電影在財務上可行後批准了該專案。認為該項目適合作為圓谷測試使用的故事系統。森也同意田中讓曾與圓谷合作過兩部特攝作品《太平洋之鷲》和《永別拉包爾》的本多豬四郎以及參與《突然出現的週日》的村田武雄執導這部電影，原將製作的名稱縮短為《G作品》（G的含義代表著『巨人』），以及給予製作分類地位，森也命令田中盡量減少對其他電影的關注，主要集中在《G作品》的製作上，並在絕對保密的情況下進行。
東寶原本打算讓谷口千吉執導這部電影，因為他原是《光榮之影》的導演。然而谷口拒絕了該邀約。並與其他的工作人員都轉向進行電影《潮騷》製作，而田中也與此同步進行了此專案。
本多則是歸因為過去的戰時經歷，使他成為電影中塑造反核主題的理想人選。最初其他幾位董事通過了該項目，但認為電影的想法相當「愚蠢」，由於對科學和「不尋常的事物」表示的興趣，本多最終則接受此邀約，並表示：「我認真對待它並沒有問題。」 在製作《哥吉拉》期間，本多野第一次與助理導演梶田興治合作。之後梶田將擔任他的首席助理導演，於隨後的10年間拍攝了17部電影。
由於當時的科幻電影缺乏影評人的尊重，本多、田中和圓谷同意將怪獸襲擊的敘事風格描繪成真實災害，並帶有紀錄片的嚴肅風格。

### G作品計畫
5月中旬，確定了粗略的故事和怪獸設定後，田中與文學部的松下忠一起拜訪奇幻小說作家香山滋，並請他寫一個原創故事，田中表示「香山的情景式原作」僅一周就完成了，圓谷方則提交了他在1952年所撰寫的「從海底出現的大蛸襲擊了東京。並襲擊了日本捕鯨船，並附有特攝電影的情節」的故事大綱。該構想源自於1945年圓谷在東京大空襲躲避在防空洞期間萌生的想法。
在這樣的背景下，圓谷原提議將《G作品》登場的怪獸設定為「大蛸」。田中堅持認為這是一種「太古的恐龍」，隨後負責《G作品》編劇工作的村田武雄，和本多獲得香山滋的初步大綱後，在三週內於東京澀谷區的一家日本旅館裡共同編寫了劇本，在編寫劇本時，村田表示：「本多導演和我......絞盡腦汁將香山先生的原始概念，變成一個完整的故事」。圓谷和田中也在此時提出了他們的想法。田中要求他們不要花費太多預算，而圓谷則鼓勵他們「盡一切努力發揮作用」。村田和本多通過增加山根惠美子的三角戀，重新構建了故事中登場的關鍵角色和元素。
在香山的故事中，芹澤只是被描繪成山根博士的同事。哥吉拉的完整外觀將在大島颶風期間揭曉，但本多和村田則選擇電影一幕幕的安排，逐漸從浮現出哥吉拉的完整畫面呼應生物的「神秘性」，在草稿中，本多和村田則額外加入了萩原、田邊博士和新吉的角色。
在最初的規劃階段，哥吉拉被描述為「大猩猩和鯨魚的雜交種」，後則由日語gorira (ゴリラ?, 意為「大猩猩」，即「哥」)
和kujira (鯨?, 意為「鯨魚」，即「吉拉」或「斯拉」)
組合日語混成詞“哥斯拉」，據稱該綽號是田中在聽聞有個長相與大猩猩，因此獲得綽號的工作人員網倉志朗（後成為東寶演藝部部長）受到啟發而來。中島則表示東寶曾舉辦了一場為怪獸命名的比賽。這個怪獸最終被命名為「哥吉拉」。
當村田和本多完成《G作品》初步草案時，也製作了「畫報」（為每個場景繪製的圖像板）。藝術總監渡渡邊明則指導四五位學生，共創作了228個場景和306個故事板剪輯，並進行了重複研究。根據監督助手淺井正勝的說法，哥斯拉的「光線」和「發光的背鰭」是在實測階段從「冷靜」中誕生的想法。在這次審查會議結束時，據說東寶在此時已宣布：「毫無疑問會成功」 。

### 生物設計

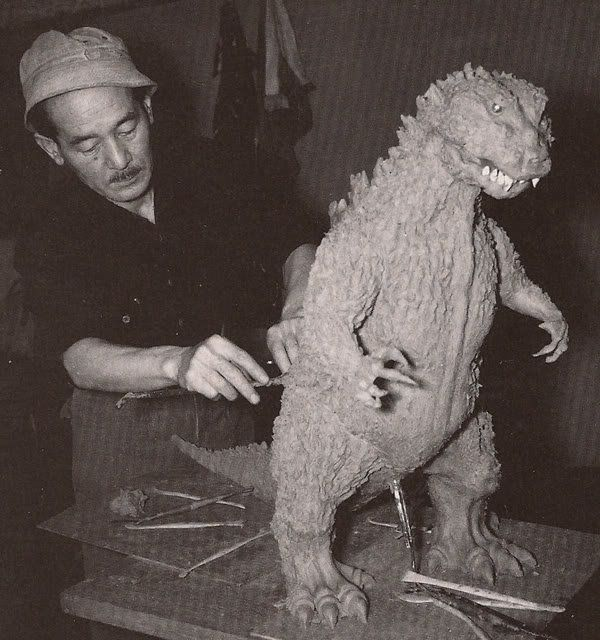
雕刻師利光貞三與哥吉拉的模型，電影製作人從各種恐龍中汲取靈感，塑造出哥吉拉的代表性設計。

哥斯拉是由利光貞三和渡邊明在圓谷的監督下設計的，早期哥吉拉的設定為「從水生爬行動物，進化為陸地哺乳動物的巨型生物」。劇本中對其的描述包括「有如圓形建築物的大小」，「有如非洲象般的大耳朵」，「全身像鋼鐵一樣的鱗片」，.最初，頭部設計是由漫畫家阿部和助所負責，他所設計的哥吉拉則以原爆產生的蕈狀雲為參考形象，因而成為僅供參考使用，隨後則由藝術總監渡邊明參考包括禽龍、霸王龍、劍龍等恐龙画作，並從《時代》雜誌的插圖中整理圖像，繪製出正式的設計圖。另外因劇中有哥吉拉在聽到服部鐘錶店（銀座和光百貨）鐘樓的鐘聲引發憤怒，故而毀壞大樓的描述，因此特意為哥吉拉設計了爬行類動物所沒有的耳廓。為了強調怪物與原子彈的關係，哥吉拉的皮膚紋理靈感來自於廣島被爆倖存者身上的瘢痕疙瘩及疣。其生物設計具有爬行動物的外觀、擁有健壯的體格、直立姿勢、長尾和沿背部的三排背鰭。在《哥吉拉》中，增加這些背鰭純粹是出於審美目的，以進一步區分哥吉拉與任何其他現存或已滅絕的生物關係。
哥吉拉套裝由八木勘寿、八木康榮和開米榮三製造，他們使用細竹棍和鐵絲為套裝內部構建框架，並在其上添加金屬網和緩衝墊，以增強整個套裝的結構，最後在塗上一層乳膠。另外也應用了熔融橡膠塗層，以及雕刻的凹痕和膠乳條膠黏在套裝表面上，形成哥斯拉的皮膚紋理鱗片。套裝的第一個版本重100公斤（220磅）。對於特寫鏡頭則創造了一個較小的機械手操作木偶，能夠從嘴裡噴出霧氣，當作哥斯拉噴射原子光線的呈現。
最初，圓谷曾想沿用西方的人偶動畫技術拍攝電影，擔任哥吉拉主演的中島春雄則勸說圓谷：「使用人偶動畫做的話要七年，但如果用人來演，三個月就能做好。」在此之前，電影中的怪獸只在人偶動畫中表現出來，後來特效總監有川貞昌和中島春雄後向圓谷表示：「想使用毛絨玩具來做」時。圓谷則表示無法想像任何事情。最終「哥吉拉」也成為日本首次嘗試製作的「皮套怪獸」。
中島春雄和手塚勝巳被選定為哥斯拉的飾演者，因為他們具有強悍的體力和耐力。然而在第一次試裝時，中島卻因過熱而在套裝內暈倒，由於套裝使用厚重的乳膠和不靈活的材質。套裝的第一個版本後在拍攝過程被切成兩半，用於只需要部分拍攝哥吉拉或特寫鏡頭的場景，下半部分配有繩索吊帶提供中島穿著。對於全身拍攝方面，則製作了第二套相同的套裝，然而中島仍然只能在裡面待三分鐘就昏倒了。此外，在飾演哥吉拉的過程中，中島因在套裝內大量出汗，以至於八木兄弟每天早上不得不將棉質襯裡弄乾，有時還要重新襯里哥吉拉戲服內部並修復損壞的區域。
手塚所飾演的哥吉拉僅拍攝於場景部分，由於無法完全詮釋哥吉拉的角色。他所演出的場景畫面很少獲得採用，不過手塚主要負責的工作則是在中島缺席，或需要從體力要求高的困難場景中協助拍攝，成為填補其空缺的人選。

### 特攝

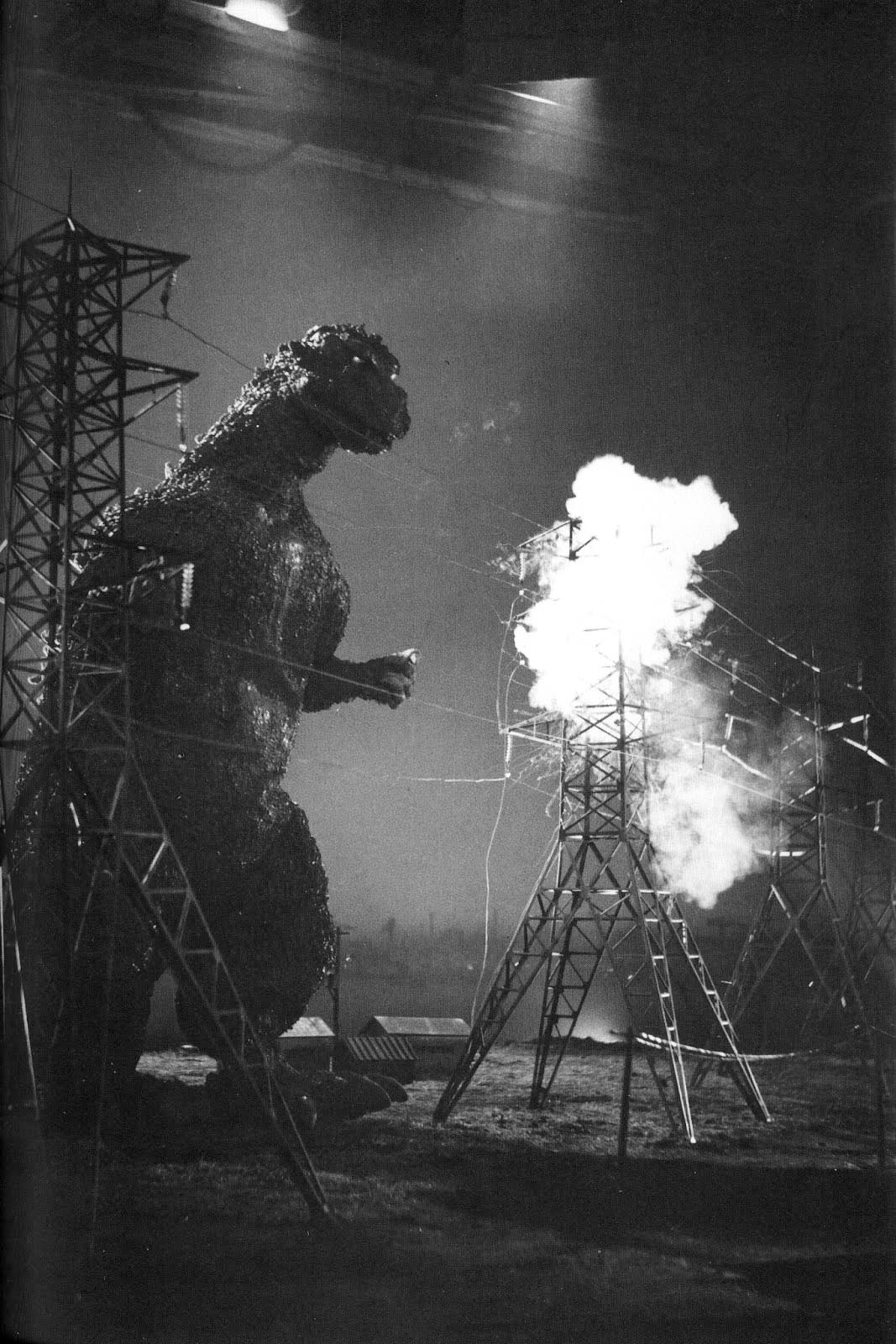
由於哥吉拉道具服是以粗糙的材料製作，使得中島春雄才穿上三分鐘就因熱和疲憊而昏倒。圖中的微縮模型以特定比例構建，使其看起來比哥吉拉還要更小。

《哥吉拉》的特效由圓谷英二執導，他為這部作品集結了包括飯塚定雄、井上泰幸、開米榮三、入江義夫等各個領域的年輕工作人員，他們後來成為日本特攝界不可缺少的重量級人物。為了使特效鏡頭與真人鏡頭同步，本多和圓谷將在開發初期制定計劃，並在當天拍攝前短暫會面。梶田則會穿梭圓谷到本多的片場，觀察一個場景是如何拍攝，以及演員位置。梶田還帶領本多進入特效台，觀察圓谷是如何拍攝特效的畫面。在剪輯真人鏡頭時，本多留下空白的畫面方便讓圓谷插入特效鏡頭。然而有時本多不得不剪掉某些特效。由於本多的削減與強調的特效效果不符，圓谷並不贊成這些決定；但是，本多在電影製作上擁有最終決定權。
在微型模型方面，其負責人牧野金太郎從渡邊明獲得微型建築的藍圖，並從木工部門分配約30到40名工作人員來建造模型，共耗費約一個月的時間來建造縮小版的銀座。大多數微縮模型都是以1:25的比例建造的，但國會議事堂被縮小到1:33的比例，使該建築看起來顯得比哥吉拉小。雖然在整部電影中廣泛使用定格動畫被證明過於昂貴，但最終成品中確實使用了少許定格動畫，包括哥吉拉使用尾巴摧毀日本劇場的場景。
建築物的框架由薄木板製成，並用石膏和白粉筆的混合物加固。爆炸物被安裝在微型模型中，這些微型模型在劇中被哥吉拉的原子呼吸摧毀，但在實際的呈現中，有些模型則是被噴上汽油以使其更容易燃燒；其他則製作較容易碎裂的小裂縫，使模型的毀損程度顯得更加逼真。動畫師藉由逐格繪製的數百張光學動畫技術，用於使用哥吉拉發光的背鰭與光線。颱風的大浪則是由舞台工作人員所創造，他們採取將桶裝水倒進水箱中，並在水箱中建造出微型大戶島的海岸線。大戶島的場景使用多個構圖鏡頭。島上的大部分場景都是在稻田附近拍攝的。東寶則雇用大批兼職員工來研究電影的光學效果。
在400名雇用員工中，有一半是幾乎沒有經驗的兼職人員。後在拍攝了哥吉拉完整登場的早期版本中，拍攝了哥吉拉以手動操作的木偶吞噬一頭牛的場景。攝影師有川貞昌認為這個場景太可怕，並說服圓谷重拍。最終則將將光學效果用於哥吉拉在海灘上的腳印，將它們塗在玻璃上並將其插入真人鏡頭的某個區域。特效攝影的拍攝歷時約71天。

### 拍攝
在拍攝的第一天，本多向30名工作人員致辭，要求他們閱讀電影劇本，如果他們不服氣就離開項目，並決定只想與對這部電影有信心的人合作 。大部分電影是在東寶地段拍攝的。本多的團隊還在三重縣鳥羽市的石鏡町拍攝大戶島的場景，該地區是是一個有200多戶的小漁村，大部分居民從事漁民和潛水員的工作。劇組成員使用了50名東寶臨時演員和本多的團隊在鳥羽市建立基地。而當地村民也參與《哥吉拉》的拍攝，並擔任大戶島村民的臨時演員。由於拍攝時石鏡町周邊地區還沒有形成包括主幹道在內的陸路交通網絡，因此從鳥羽市區需要乘船兩個小時才能將拍攝設備帶至鎮上。由於鎮上幾乎沒有平坦的土地，再加上海岸特有的崎嶇地形，使得外景工作人員在仲夏的酷熱下，需要搬運重型設備和行李至現場拍攝。
其他地區方面，大戶島村莊被毀的場景是在世田谷區砧一個開放式場景上拍攝的。大戶島神社的神樂場景則是於鳥羽市的賀多神社所攝，品川縣八山橋則拍攝了人們在東京逃亡的場景。大戶島的舞蹈儀式的場景是在三重縣拍攝，當地村民則作為舞者參與表演。
東寶另外與自卫队和海上保安廳談判，根據各自負責機構的劇本，獲得了充分的合作。這也是自衛隊自成立以來第一次與電影合作。並在宇都宮駐屯地拍攝軍隊登場的場景。女子高中的兩千名學生被用於祈禱和平場景，並在學校的大禮堂拍攝。人群在收音機裡聽合唱的場景是在東寶工作室附近世田谷區的小學拍攝的。深水炸彈的投放場景則日本軍方提供的二戰影響使用。最終本多的團隊最終共花了51天拍攝這部電影。

## 音樂
《哥吉拉》的配樂是由伊福部昭所創作。劇中音樂也得到了很高的評價，尤其是主題配樂「ゴジラのテーマ」，均被後來的「平成哥吉拉系列」與進入令和時代的系列作所繼承。
在與田中、圓谷、本多會面後，伊福部熱情地接受了這份工作。在得知主角是怪獸後，伊福部曾表示：「當我聽說這部電影中的主角是一隻爬行動物，會在城市裡橫衝直撞時，我就坐不住了。」伊福部僅有一周的時間來創作電影音樂。在那段時間，他只看到了哥吉拉的模型和劇本。圓谷曾簡要地向伊福部展示了一些鏡頭，儘管缺少效果，並且僅有圓谷試圖描述場景將如何展開。伊福部對此回憶表示：「當下我很困惑。所以我試著製作能讓觀眾想起一些巨大事物的音樂。」。因此在電影的主要配樂中，伊福部經常使用銅管樂器和弦樂器。
但本片中最著名的哥吉拉主題配樂「ゴジラのテーマ」，其實最早是出自伊福部在二戰時期就開始譜曲，並於1948年1月發表的純音樂作品「小提琴與管弦樂協奏曲」（ヴァイオリンと管弦楽のための協奏曲），在歷經兩度修改之後，更名為「小提琴與管弦樂協奏風狂想曲」（ヴァイオリンと管弦楽のための協奏風狂詩曲）。該曲目並出現於同年12月上映的松竹喜劇電影《社長與女店員》（社長と女店員，大庭秀雄執導）片頭配樂中，也曾在1950年大映東京製作的懸疑電影《蜘蛛之城》（蜘蛛の街，鈴木英夫執導）中使用，之後再經過修飾，終於成為如今哥吉拉系列中耳熟能詳的經典名曲。
儘管爬行動物並沒有聲帶，但本多的想法是讓哥吉拉咆哮。音效師下永尚和三繩一郎最初的任務是製作咆哮，但伊福部在對製作音效產生興趣後參與其中。伊福部和下永討論了在某些場景中將使用哪種類型的聲音，以及有關聲音的其他細節。三繩則是前往動物園錄下各種動物的叫聲，並以一定的速度來播放。然而，這些聲音被證明無法達到滿意的效果，因此最終未獲採用。伊福部後則從東京藝術大學音樂系借了一把低音提琴，以鬆開琴弦並以皮手套摩擦的方式來製造哥吉拉的咆哮聲。聲音被錄製下來後以減速方式播放，結果成功達到電影中所使用的咆哮效果。
關於哥吉拉的咆哮如何創造出來，有部分相互矛盾的報導出現。一項聲明指稱咆哮聲是由一根打結的繩子撞擊一個水壺鼓所產生，最後則是以迴聲盒記錄處理。然而伊福部則表示電影中的腳步聲，實際上是使用放大器電路所創建，當被擊中時會發出響亮的掌聲。
哥斯拉的音樂及音效實際是同時於現場錄製的。當伊福部指揮NHK交響樂團時，一位擬音師則觀看了投影在螢幕上的哥吉拉畫面，並使用周圍的錫、混凝土碎片、木材和其他設備來模擬與鏡頭同步的聲音。若是擬音師錯過了提示則需要重新拍攝。伊福部許多與哥吉拉有關的主題音樂，在後續電影中時常被被引入，例如進行曲、恐怖主題和安魂曲等，「自衛隊進行曲」也成為哥吉拉的代名詞，伊福部後來將其稱為「哥吉拉的主題曲」，也認為本片所製作的配樂是他製作過最好的電影配樂。
| 曲序     | 曲目                                       | 时长  |
| -------- | ------------------------------------------ | ----- |
| 1.       | Main Title (M2 + M1)                       | 2:11  |
| 2.       | Sinking of Eikou-Maru (M3)                 | 1:10  |
| 3.       | Sinking of Bingou-Marou (M4)               | 0:26  |
| 4.       | Anxieties on Ootojima Island (M5)          | 0:52  |
| 5.       | Odo Island Temple Festival (M6)            | 1:23  |
| 6.       | Storm on Odo Island (M7)                   | 1:57  |
| 7.       | Departure (Frigate March I) (M11)          | 0:41  |
| 8.       | Theme for Odo Island (M9)                  | 0:35  |
| 9.       | Godzilla Appears on Odo Island (M10)       | 0:54  |
| 10.      | Horror of the Water Tank (M13)             | 0:46  |
| 11.      | Chaos in Shinagawa (M14 + M7-T1)           | 1:49  |
| 12.      | Intercept Godzilla (M16)                   | 1:29  |
| 13.      | Godzilla Comes Ashore Again (M14)          | 1:55  |
| 14.      | Godzilla's Rampage (MA')                   | 2:29  |
| 15.      | Desperate Broadcast (MB)                   | 1:16  |
| 16.      | Godzilla Comes to Tokyo Bay (MC)           | 1:27  |
| 17.      | In Pursuit of Godzilla (M1)                | 1:36  |
| 18.      | Tragic Sight of the Imperial Capital (M19) | 2:19  |
| 19.      | Oxygen Destroyer (M20)                     | 3:14  |
| 20.      | Prayer for Peace                           | 3:05  |
| 21.      | Frigate March II (M21)                     | 0:22  |
| 22.      | Godzilla at the Ocean Floor (M22)          | 6:25  |
| 23.      | Ending (M23)                               | 1:47  |
| 24.      | Main Title · Footsteps and Roaring (M2)    | 2:14  |
| 25.      | Storm on Odo Island                        | 1:53  |
| 26.      | Pleasure Cruise Music                      | 1:14  |
| 27.      | Radio Music                                | 0:53  |
| 总时长： | 总时长：                                   | 46:23 |

## 發行

### 宣傳

《哥吉拉》的橫式電影海報

在製作過程中，森設計了宣傳策略來引起公眾的興趣。在這些策略中製作名為《怪獸哥吉拉》 （怪獣ゴジラ）的11話廣播劇，1954年7月17日到1954年9月25日每週六於日本国际广播电台放送。此外為了製造神秘感，森禁止記者進入片場，並對片中的特效技術和其他幕後工藝保密。中島作為哥吉拉的戲服表演直到1960年代才被曝光。當時哥斯拉的形像被廣泛宣傳。
自9月開始，《哥吉拉》利用雜誌、周刊、報紙、掛車等各種媒體宣傳，哥吉拉的形像被增加到公司的文具上，多數圖片和海報在劇院和商店中展示，大型廣告氣球被空運到日本主要城市，哥斯拉娃娃被安裝在卡車上並在東京周圍行駛。《哥吉拉》的劇場預告片最終則於1954年10月20日開始於影院播映。時任宣傳部部長工藤明曾在1954年提到了「《七武士》、 《生之慾》、 《蝴蝶夫人》都是當時同期上映並獲得成功的電影作品，而《哥吉拉》將會是一部超越這些作品且「史無前例的大片」。

### 上映
《哥吉拉》於1954年10月27日於名古屋市首映，並於1954年11月3日在日本全國上映。在電影上映時創下所有東寶電影的新片票房記錄，在東京的東寶電影院共售出約33,000張電影票，在日本劇場則達到售罄的紀錄。在澀谷東寶排隊的觀眾隊伍延伸到道玄坂。據說僅在東京上映的第一天，就動員了14萬到15萬人觀看本片。東寶的CEO還親自打電話給導演本多豬四郎表達祝賀。本多的妻子本多君美曾指出：「這種事情通常不會發生。」
最終，《哥吉拉》上映動員的觀眾人數就增加到961萬，全國幾乎十分之一的人都看過這部電影。據說，《哥吉拉》的成功迅速重建了當時傾斜的東寶根基。
從1955年到1960年代，《哥吉拉》在美國以日本人為主的社區為迎合日裔美國人的劇院演出。英文字幕版則正式於1982年在紐約、芝加哥和其他城市的電影節上放映。1956年4月10日，日文版的84分鐘剪輯版在西德以《哥吉拉》的身份上映。這個版本刪將日本議會論點，承認哥斯拉是「氫彈的孩子」，提到廣島和長崎等情節刪除。
《哥吉拉》於1982年11月21日在日本重新上映，以紀念東寶50週年。2004年才正式於美國上映。
2021年11月3日，為慶祝67週年，本片的4K數位修復版以及其他《哥吉拉》電影在阿拉莫庫房劇場放映。

### 海外版
當《哥吉拉》電影在日本大獲成功後，東寶以25,000美元的價格將美國版權賣給约瑟夫·E·莱文。後者則將《哥吉拉》原片進行重大修改，並重新命名為《哥斯拉，怪獸之王！》於1956年4月27日上映。這個版本將原版剪輯到80分鐘，並以加拿大演員雷蒙·布爾所演出的畫面為特色，將布爾的新拍攝橋段與原片中本多豬四郎所拍攝的鏡頭混合在一起，原片的許多政治主題也在此版本中完全刪減。
《哥吉拉，怪獸之王！》在影院上映期間票房收入為1200萬美元，該版本並不僅在美國上映，而且在全球50個國家上映，外幣收入高達400億日圓，超越原作在日本的票房收入。然而直到東寶發行該片之後，導演本多豬四郎才意識到《哥吉拉》已經被重新剪輯。
儘管海外版與原版對白與原劇本相比大相逕庭，但自從電影上映以來，東寶就開始為哥吉拉採用「怪獸王」的綽號，並在此後多次出現在官方營銷、廣告和宣傳材料中。

## 評價

### 票房

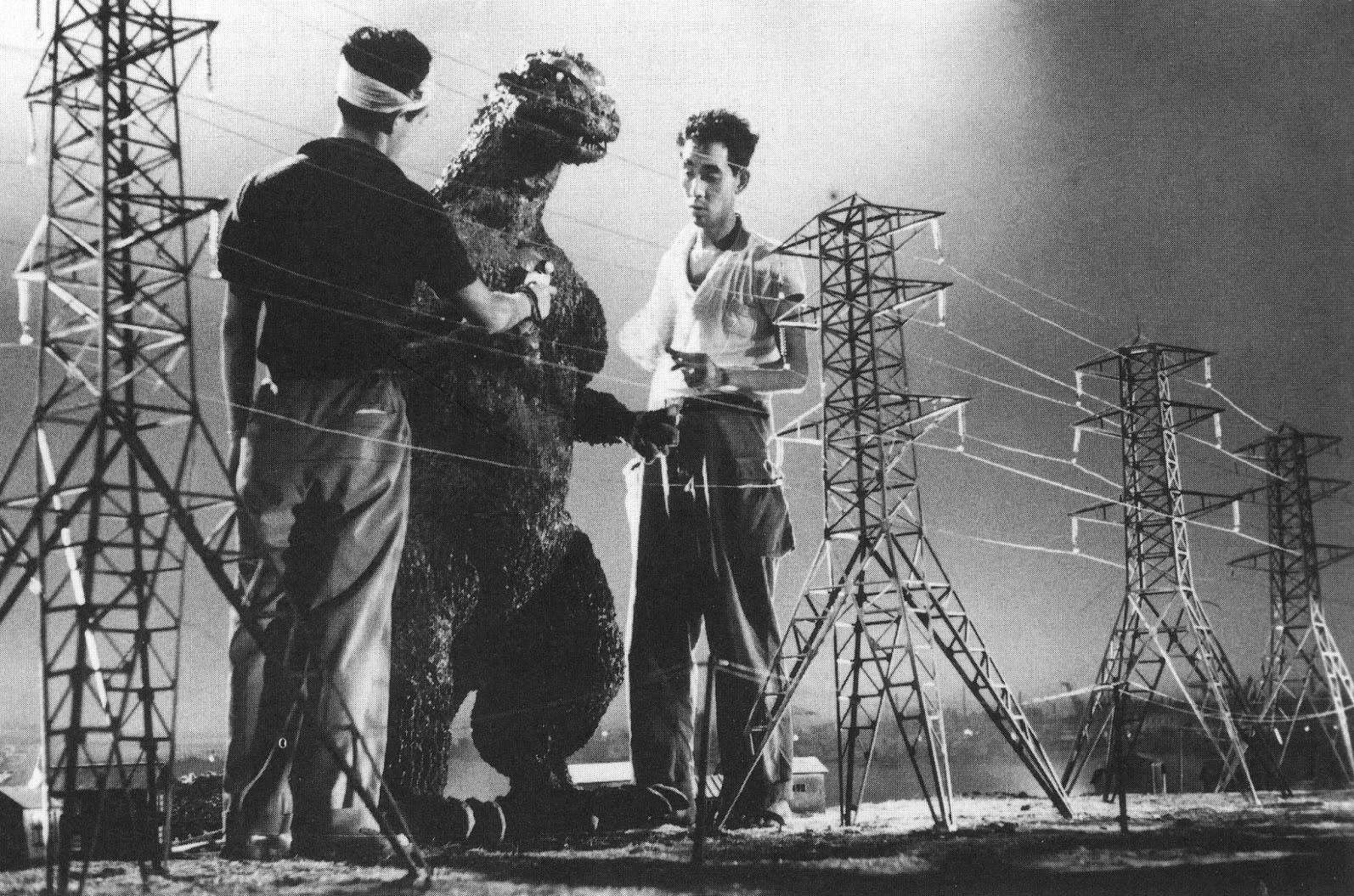
拍攝中的《哥吉拉》

在日本首映期間，《哥吉拉》創下了東京首日票房最高的開場紀錄，隨後售出969萬張票；是當年日本第八大觀看人數最多的電影。這部電影在首映期間獲得了1.83億日元（略低於510,000 美元）的發行商租金，總收入225萬美元。經通貨膨脹調整後，這部電影在1954年的原始日本票房在1998年相當於137億日元或105,000,000美元（相當於2021年的175,000,000美元）。
在2004年在北美的有限影院上映期間，《哥吉拉》在首映週末的票房收入為28,030美元，在有限放映結束時的票房收入為412,520 美元。對於2014年在北美的重新上映，《哥吉拉》在紐約的一家劇院獲得10,903 美元的票房收入，並在放映結束時獲得了 50,191美元的票房收入。在英國，這部電影在2005、2006年以及2016-2017年期間售出了3,643張限量發行票。

### 日本評價
在電影上映之前，懷疑論者預測《哥吉拉》這部電影會失敗。待電影上映時，日本對於電影的評論褒貶不一。日本新聞在上映時的評價普遍偏低，其多數報導及評論家指責這部電影「利用了該國在第二次世界大戰中遭受的破壞，以及在拍攝開始前幾個月發生的第五福龍丸事件意圖博取觀眾同情」經常批評該片為「粗糙電影（ゲテモノ映画）」、或是「酷刑電影（キワモノ映画）」等較為負面性質的評價，儘管少許評論因其電影出色的特效而給予高度評價，但並沒有根據導演本多自身的意圖來做評價，稱「人間劇部分是多餘的」。東寶第一劇場的曾對於大量兒童進行問卷調查，許多人表達了對哥吉拉的同情。觀眾也曾抗議道：「為什麼要殺哥斯拉？」和「我為哥斯拉感到難過」。擔任主演的寶田明及工作人員也曾表示：「我對哥斯拉感到同情。」的相關意見。
上映多年後，本多豬四郎曾在《東京日報》上感嘆道：「他們稱它為怪誕的垃圾，並說它看起來像你會吐出來的東西。我為我的工作人員感到難過，因為他們已經很努力了！」。
其他評論曾表示，描繪一個噴火的有機生物體相當很奇怪。然而本多認為，在這部電影在美國獲得好評後，日本影評人開始改變主意。他說：「第一個欣賞哥斯拉的影評人是在美國。當哥斯拉在那裡以怪獸王哥斯拉的身份上映時！ 1956 年，影評人說，‘首先，這部電影坦率地描繪了原子彈，從這些評估，開始影響日本的批評者，多年來改變了他們的看法。」
隨著時間的推移，這部電影在日本本國獲得了更多的尊重。1984 年，《電影旬報》雜誌將《哥吉拉》列為日本影史有史以來20部最佳電影之一，而根據日本電影150部名作選中約370名日本影評人的調查，《哥吉拉》在日本最佳電影中排名第27位。此外這部電影獲得了兩項日本電影協會獎的提名，包括最佳特效及最佳電影。最終《哥吉拉》僅贏得了最佳特效，但輸給了黑澤明的《七武士》。
黑澤明將這部電影列為他最喜歡的100部電影之一。根據據田中透露，最初上映初期僅有三島由紀夫稱讚這部電影，並表示：「這是一部表現出對原子彈的恐懼且有趣的電影，想法很棒，是一部有能力批評文明的電影。」，在此之後，包括小津安二郎、手塚治虫、淀川長治、水木茂也對《哥吉拉》給予稱讚的評論。
特攝電影研究員竹内博曾表示：《哥吉拉》導演、劇本、特效都是一流的，可以說日本沒有怪獸電影能超越。科幻研究者大伴昌司表示，「《哥吉拉》是唯一一部擅長刻畫焦慮和恐慌的電影，與其他的怪獸電影相比，它更是唯一一部將主線與特攝融為一體的電影。」

### 國際上的反應

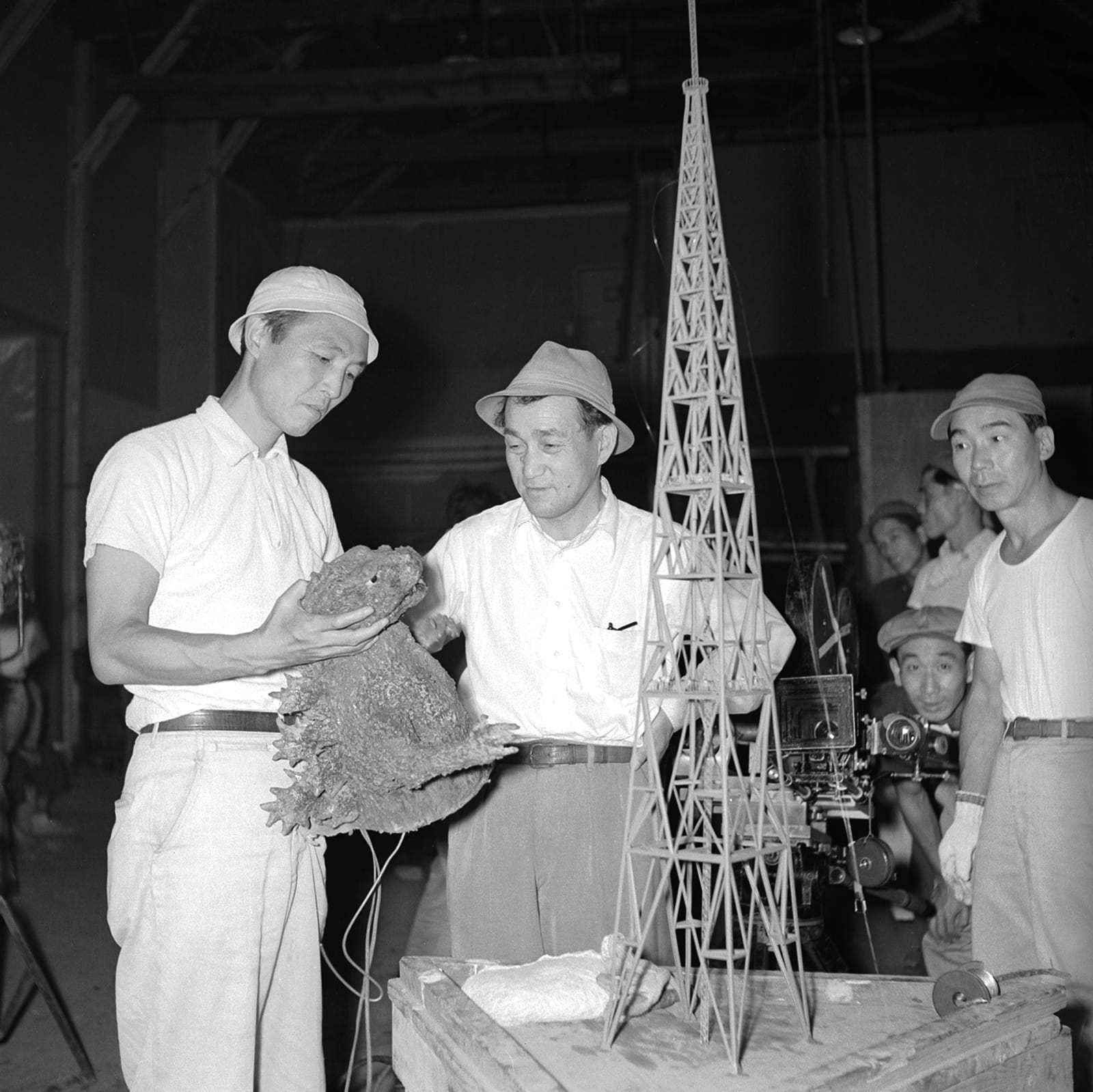
拍攝《哥吉拉》的本多豬四郎導演

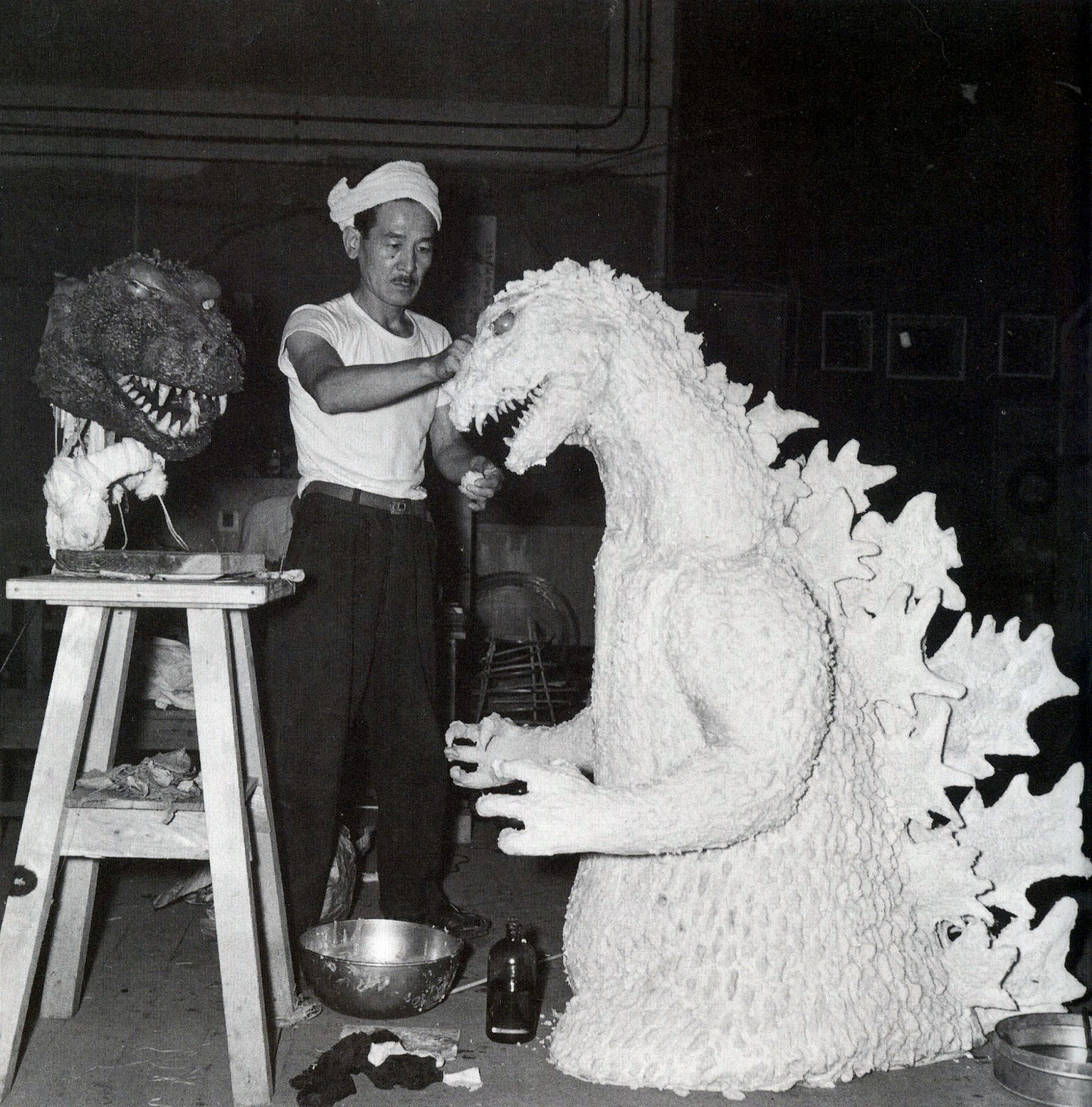
《哥吉拉》皮套模型的製作

《哥吉拉》從評論家那裡得到了普遍的正面評價。在爛番茄根據74條評論，《哥吉拉》獲得93%的成績，平均得分為7.60/10。該網站的共識是：「《哥吉拉》不僅提供典型的怪獸電影劇情，還提供強有力的、發人深省的戰後評論」。在Metacritic根據20位評論家的評論，這部電影的評分為78/100，表明「普遍好評」。
《娱乐周刊》的歐文·格萊伯曼指出，《哥吉拉》正劇比1956年的海外版更「嚴」”，但“它的基調更接近於像《巨蟻入侵》這樣莊嚴的美國B級恐怖電影，兩者真正的區別在於，《哥吉拉》對於核武器以及廣島和長崎的著名隱喻，看起來比以往任何時候都更加瘋狂、自虐。」
來自《達拉斯觀察家》的盧克 Y.湯普森為這部電影的效果辯護屬於當時時代的頂尖技術，並認為觀眾會「對他們所看到的事物感到驚訝」，並表示「這不是標準的愚蠢怪獸橫衝直撞的電影。」 《衛報》的彼得·布拉德肖給這部電影打了滿分五顆星的成績，稱讚《哥吉拉》的故事講述「盡熱情而曖昧，專注於現代的核心主題」。來自《Reel Film Reviews》的大卫·努塞尔給這部電影打了1星半，稱這部電影變成了「比引人入勝更乏味還要極端不穩定的敘事”」，努塞尔批評本多「無法在電影提供一個引人注目的人物角色，並認為這部電影的結局「盡虎頭蛇尾且毫無意義」，並總結道，《哥吉拉》完全缺乏旨在捕捉和吸引觀眾持續注意力的元素。
《Time Out》的基思·烏利希（Keith Uhlich）將這部電影評為五顆星（滿分五顆星），稱這部電影為「波普藝術般的淨化」，並稱讚這部電影的人物、主題和哥吉拉的存在是一個「有力而挑釁的隱喻」，更是核子時代焦慮的笨拙，體現源於人類自身的毀滅慾望。」，《華盛頓郵報》的德森·湯姆稱讚這部電影的效果在當時「相當非凡」和「令人難以置信的可信」。儘管有些表演是較為「笨手笨腳」，但他認為這部電影有一種令人驚訝的強大推動力。《舊金山紀事報》的米克·拉薩爾稱這部電影為「經典傑作」，並指出「哥吉拉」的存在是一個集體隱喻和集體噩夢，是一部傳達著重樣訊息的電影，它用令人毛骨悚然的詩歌，捕捉了50年前跺跺在人們腦海的恐怖。
自上映以來，《哥吉拉》一直被認為是有史以來最佳的怪獸電影之一：評論家艾倫·帕金斯稱這部電影「不僅是一部經典的怪獸電影，還是一部重要的電影成就」。 2010年，這部電影在《帝國雜誌》的「世界電影最佳影片100選」中排名第31位。 2013 年，《滾石》將這部電影排在「史上最佳怪獸電影」榜單的第一名。 2015年，《綜藝》將這部電影列入「史上10部最佳怪獸電影」名單。2019年，《Time Out Film在》其「50部最佳怪獸電影」中將該片排在第9位。

### 榮譽
1954年，圓谷英二憑藉電影的特效獲得了日本電影技術獎。 2007年，由Classic Media發行的電影DVD獲得了蘭道·哈頓經典恐怖獎的2006年最佳DVD獎，以及土星獎的最佳DVD經典電影發行獎。

## 影響

### 衍生作品
《哥吉拉》催生了一個多媒體專營權，總共包括36部電影，動畫、遊戲、書籍、漫畫、玩具和其他媒體。當代，《哥吉拉》系列已被金氏世界紀錄認定為歷史上製作最長的電影系列。自首次亮相以來，哥吉拉已經成為國際流行文化偶像，激發了無數創作對於其本身的模仿和致敬。 1954年的電影及其特效導演圓谷英二的貢獻，在很大程度上被認為是為特攝設定的模板，並在《哥斯拉》上映後將成為日本電影業必不可少的原型。
評論家和學者氷川竜介曾表示說：「若是迪士尼為美國動畫創造了模板。同樣圓谷英二則為日本電影業創造了新的模板。他們使用廉價但類似工匠的電影方法，卻也讓特攝變得獨一無二。」
史蒂芬·史匹柏引用哥吉拉作為《侏羅紀公園》的靈感來源。

### 美國電影
1998年，三星影業上映由羅蘭·艾默瑞奇執導且重新構想的重啟電影《酷斯拉》 。艾默里奇希望他的哥吉拉與東寶的哥吉拉沒有任何關係，但選擇保留大量1954年電影的關鍵元素，他說：我們重新採用了原版電影的基本故事情節，因為這種生物是由輻射創造的，這也呈現變成了一個巨大的挑戰。也就是我們所接受的。」
2014年，華納兄弟和傳奇影業發布了由蓋瑞斯·愛德華執導的重啟版，同樣名為《哥吉拉》 。愛德華表示，他的電影受到1954年電影的啟發，並試圖保留其中的一些主題，並指出：「哥吉拉是原電影中對於廣島的隱喻。我們想試圖保留這一點，因此這部電影中，也且很多我們所保留當年電影的主題。」

## 相關軼事
- 系列中對哥吉拉之死有明確描寫的作品，僅有本作與1995年上映的《恐龍帝國》兩部。另外，由人類本身來擊倒哥吉拉的情節也僅在本片中出現（1984年版《哥吉拉》劇末雖然也以人類令哥吉拉墜入火山死亡的方式作結，但嚴格說來人類是靠自然力量將之擊倒，而且續作《哥吉拉vs碧奧蘭蒂》也設定哥吉拉仍然存活，因此無法視作哥吉拉在劇中死亡的作品）。
- 《恐龍帝國》片中，本片女主角山根惠美子再度登場，少年山田新吉的孩子們也登場了，但在本作中失去家人的新吉，因為在《恐》片中設定為山根博士的養子，因此姓氏為「山根」。另外片中還將山根博士的書房重現。
- 尾形秀人與山根惠美子後來的關係，自《哥吉拉的逆襲》之後的各作品完全沒有任何描述。但飾演惠美子的河内桃子曾提及，在《恐龍帝國》中她是以自行假設「惠美子因為介意過去的未婚夫芹澤大助之死，並未與尾形在一起且維持單身，與父親相依為命」的設定，來重新詮釋此一角色（出自VOL.7的專訪，勁文社出版。另外同作品的電影本事中也有同樣的記述）。
- 香山滋執筆的本作小說版，於1955年由島村出版於「少年文庫」書系中首度發行，後來則有奇想天外社、小学館（文庫）、筑摩書房（文庫）陸續發行復刊版本。
- 當時的電影海報上曾出現二戰舊日本軍的零式艦上戰鬥機，但在劇中並未出現。
- 為了令都市破壞場景盡量真實，圓谷、田中等人曾前往銀座展開詳細的建築物考察；期間一行人還曾因為脫口而出「讓這棟建築（在電影中）燒起來」等語而遭到警察的詰問。
- 本片於1955年在台灣以《原子恐龍》片名上映時，或許是片商注意到哥吉拉的名稱與日文鯨魚及猩猩發音接近之故，在當時報紙媒體所採用的宣傳文案中，還出現了「猩猩與鯨魚的私生子」這般奇特的介紹。